# Équipe d'Allemagne féminine de football des moins de 19 ans
Cet article traite de l'équipe féminine. Pour l'équipe masculine, voir Équipe d'Allemagne de football des moins de 19 ans.
Maillots
L’équipe d'Allemagne de football féminin des moins de 19 ans est la sélection des joueuses allemandes de moins de 19 ans représentant leur nation lors des compétitions internationales de football, sous l'égide de la Fédération allemande de football.

## Parcours

### Parcours en Coupe du monde
La compétition est passée en catégorie des moins de 20 ans à partir de 2006.
- 2002 :  Troisième
- 2004 :  Championne

### Parcours en Championnat d'Europe
- 1998 : Demi-finaliste
- 1999 :  Finaliste
- 2000 :  Championne
- 2001 :  Championne
- 2002 :  Championne
- 2003 : Phase de groupes
- 2004 :  Finaliste
- 2005 : Demi-finaliste
- 2006 :  Championne
- 2007 :  Championne
- 2008 : Demi-finaliste
- 2009 : Phase de groupes
- 2010 : Demi-finaliste
- 2011 :  Championne
- 2012 : Non qualifiée
- 2013 : Demi-finaliste
- 2014 : Non qualifiée
- 2015 : Demi-finaliste
- 2016 : Phase de groupes
- 2017 : Demi-finaliste
- 2018 :  Finaliste
- 2019 :  Finaliste
- 2020 - 2021 : Editions annulées
- 2022 : Phase de groupes
- 2023 :  Finaliste
- 2024 : Phase de groupes